# Electronic Entertainment Expo 2010
L’Electronic Entertainment Expo 2010, communément appelé E3 2010, est la 16e édition d'un salon consacré exclusivement aux jeux vidéo organisé par l'Entertainment Software Association. L'événement s'est déroulé du 15 au 17 juin 2010 au Los Angeles Convention Center à Los Angeles.

## Liste des principaux exposants

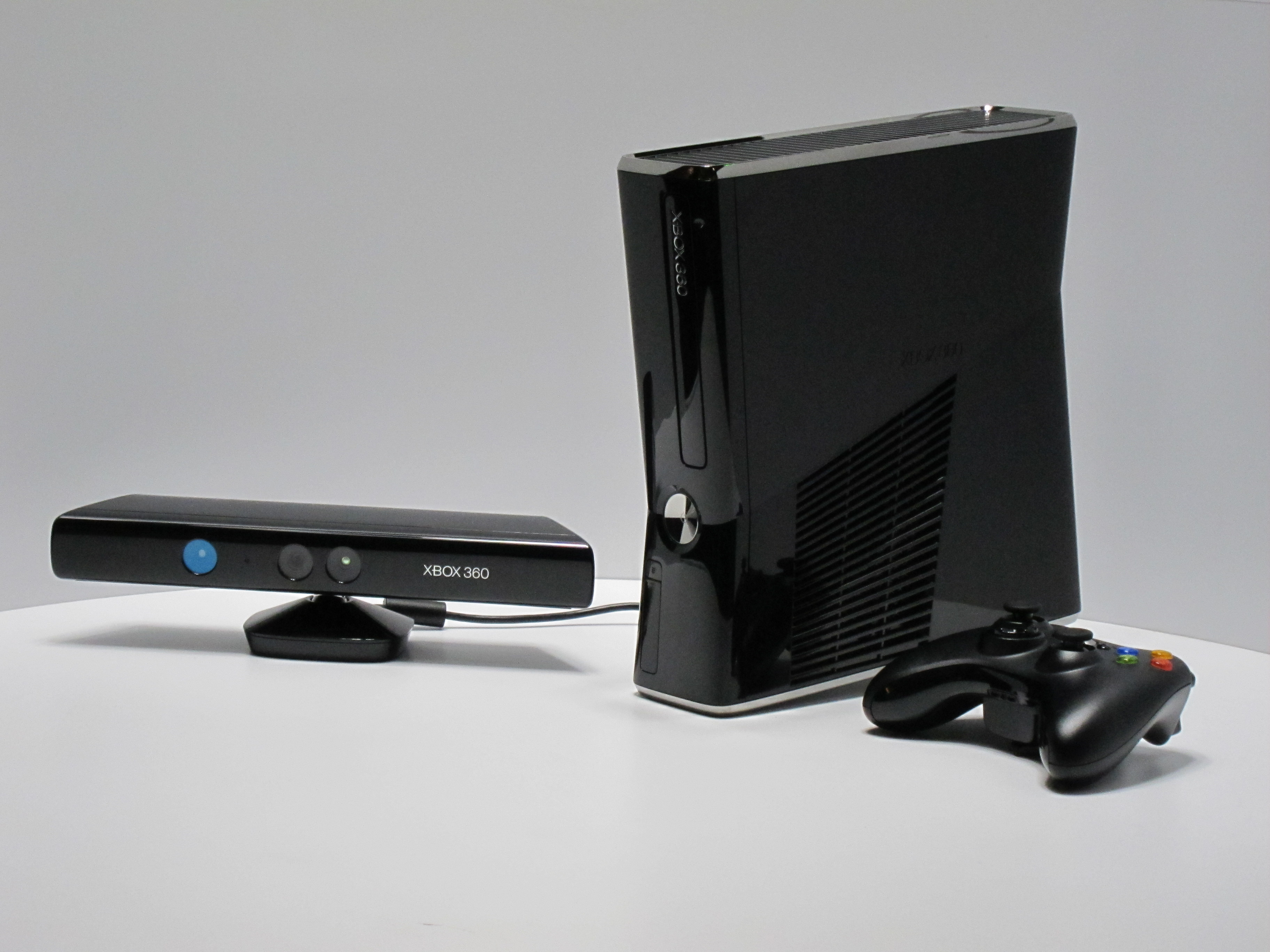
Présentation de Kinect et de la Xbox 360 version allégée.

Voici la liste des principaux exposants sur le salon :
| - 2K Games - Activision - Atari - Atlus - Bethesda - BioWare - Bungie Studios | - Capcom - Codemasters - Disney - EA - Eidos - Epic Games - Konami | - LucasArts - Majesco - Microsoft - MTV Games - Namco Bandai - Natsume - Nintendo - Paradox | - Rebellion - Sega - SNK - Sony - Square Enix - Take-Two | - Tecmo - THQ - Ubisoft - Valve - WB Games |

## Conférences des principaux constructeurs

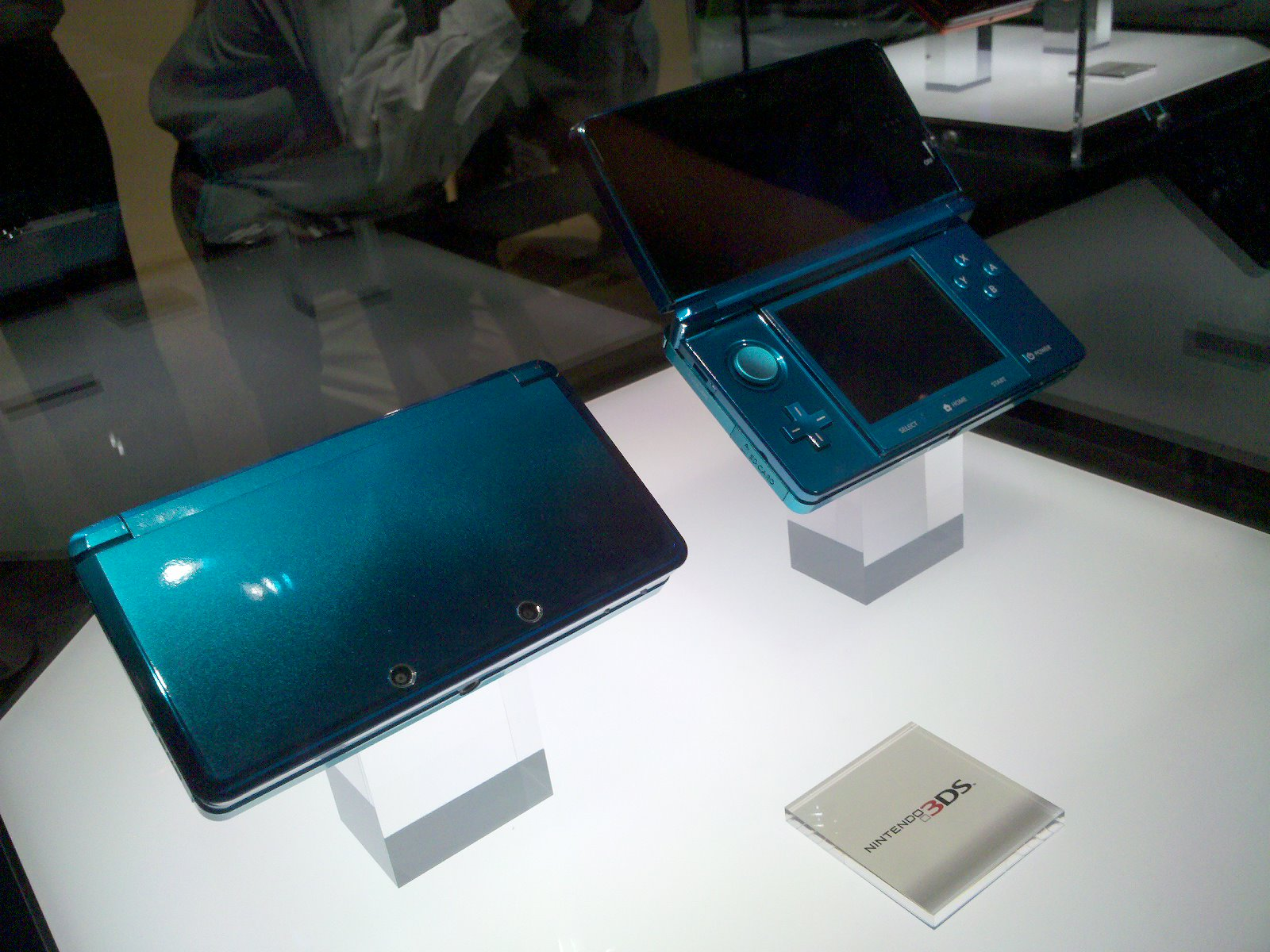
Présentation de la Nintendo 3DS à l'E3 2010.

- Microsoft

Microsoft a organisé deux conférences dont une avant le début du salon, elles se sont déroulées le 13 et 14 juin 2010. La première conférence était entièrement consacrée au Kinect, anciennement le Project Natal. Microsoft a invité pour l'occasion le Cirque du Soleil lors de l'évènement. La seconde conférence se concentrait plus sur la Xbox 360 en général, sans grande annonce. De plus, le géant du software a distribué gratuitement des consoles à chaque journaliste présent et a même introduit de la publicité dans la salle de bains de leur hôtel. Lors de la conférence Microsoft, deux jeux en particulier ont été remarqués : Crysis 2 de Crytek et Metal Gear Solid Rising de Konami (deux jeux multiplateformes et non exclusif à la Xbox 360).
- Nintendo

La conférence de Nintendo, quant à elle, a eu lieu le 15 juin 2010. Ils y ont présenté pour la première fois la Nintendo 3DS qui était jouable sur le salon. De plus, Nintendo a dévoilé le prochain opus de la série The Legend of Zelda, nommé The Legend of Zelda: Skyward Sword. Ce dernier sera compatible avec le Wii MotionPlus. Nintendo a aussi profité de leur conférence pour présenter GoldenEye 007 sur Wii, le remake de GoldenEye 007 sorti sur Nintendo 64 en 1997 ; et pour présenter le retour de Donkey Kong dans Donkey Kong Country Returns, tous deux applaudis par la salle.
- Sony

La conférence de Sony s'est déroulée le 15 juin 2010. Sony a présenté plus en détail le PlayStation Move et ses jeux compatibles. Les jeux en 3D ont aussi été mis en avant, comme Killzone 3, les journalistes pouvant voir les présentations des jeux 3D avec les lunettes prévues à cet effet. L'annonce du PlayStation Plus de Portal 2 sur PS3 et du nouveau Twisted Metal. Kevin Butler a fait une entrée remarquée, très appréciée avec son ton humoristique.
- Autres

Electronic Arts, Ubisoft, Namco Bandai et Konami ont également organisé une conférence de presse entre le 16 et 17 juin.

## Jeux notables présents lors de l'E3 2010
Les tableaux suivants donnent la liste des principaux jeux présents à l'E3 2010 :
| 2K Games - Mafia II (PC, PS3, 360) - Civilization V (PC) - Spec Ops: The Line (PC, PS3, 360) - X-COM (PC, 360) Activision - Call of Duty: Black Ops (PS3, PC, 360, Wii) - Goldeneye 007 (Wii) - Guitar Hero: Warriors of Rock (PS3, 360, Wii) - DJ Hero 2 (PS3, 360, Wii) - DJ Hero 3D (3DS) - Tony Hawk: Shred (PS3, 360, Wii) - Transformers : La Guerre pour Cybertron (PS3, 360, PC) Atari - Test Drive Unlimited 2 (PS3, 360, PC) - The Witcher 2: Assassins of Kings (PC) Atlus - Etrian Odyssey III: The Drowned City (DS) Bethesda Softworks - Brink (PS3, 360, PC) - Fallout: New Vegas (PS3, PC, 360) - Hunted: The Demon's Forge (PS3, 360, PC) - Rage (PS3, 360, PC, Mac) Capcom - 1942 (iPhone) - Bionic Commando Rearmed 2 (PS3, 360) - Dead Rising 2 (PS3, PC, 360) - Ghost Trick : Détective Fantôme (DS) - Ghosts 'n Goblins: Gold Knights (iPhone) - Marvel vs. Capcom 3: Fate of Two Worlds (PS3, 360) - MotoGP 09/10 (PS3, 360) - Ōkamiden (DS) - Resident Evil: Revelations (3DS) - Sengoku Basara: Samurai Heroes (PS3, Wii) - Super Street Fighter IV 3D Edition (3DS) Disney Interactive Studios - Epic Mickey (Wii) - Guilty Party (Wii) - Pirates of the Caribbean: L'armée des Damnés (PS3, 360, PC) - Toy Story 3 (Wii, PS3, 360, PC) - Tron: Evolution (PC, PS3, 360) - Tron: Legacy (iPhone) Electronic Arts - All Points Bulletin (PC) - Battlefield: Bad Company 2 Vietnam (PC, 360, PS3) - Bulletstorm (PS3, PC, 360) - Crysis 2 (PS3, PC, 360) - Dead Space 2 (PS3, PC, 360) - EA Sports Active 2.0 (Wii) - EA Sports MMA (PS3, 360) - FIFA 11 (PC, PS2,DS, Wii, PSP, PS3,360,) - Madden NFL 11 (PS2, PS3, PC, 360, Wii, PSP) - Medal of Honor (PC, PS3, 360) - NBA Jam (Wii) - NCAA Football 11 (PS2, PS3, 360) - Need for Speed: Hot Pursuit (PC, PS3, 360) - NHL 11 (PS3, 360) - NHL Slapshot (Wii) - Spare Parts (PS3, 360) - Les Sims 3 (3DS, DS, PS3, Wii, 360) - Tiger Woods PGA Tour 11 (PS3, Wii, 360) id Software - Rage (PS3, PC, 360) Konami - Castlevania: Harmony of Despair (XBLA) - Castlevania: Lords of Shadow (PS3, X360) - Def Jam Rapstar (Wii) - Ninety-Nine Nights II (360) - Pro Evolution Soccer 2010 (iPhone) - Rush'N Attack: Ex-Patriot (PS3, 360) - Saw II: Flesh and Blood (PS3, 360) - Silent Hill: Downpour (PS3, 360) - Metal Gear Rising: Revengeance (PS3, PC, 360) - Metal Gear Solid: Snake Eater 3D (3DS) LucasArts - Lego Star Wars 3: The Clone Wars (DS, PC, PS3, PSP, Wii, 360) - Monkey Island 2: LeChuck's Revenge (PC, PS3, 360) - Star Wars : Le Pouvoir de la Force 2 (DS, PC, PS3, PSP, Wii, 360) - Star Wars: The Old Republic (PC) | Microsoft - Codename: Kingdom (360) - Fable III (360, PC) - Gears of War 3 (360) - Halo: Reach (360) - Kinect games (360) - Kinect Adventures (360) - Kinect Joy Ride (360) - Kinect Sports (360) - Kinectimals (360) MTV Games - Dance Central (360) - Rock Band 3 (PS3, 360, Wii, DS) Namco Bandai - Ace Combat: Joint Assault (PSP) - Le Choc des Titans (PS3, X360) - Enslaved: Odyssey to the West (PS3, X360) - Dragon Ball: Origins 2 (DS) - Naruto Shippūden: Ultimate Ninja Storm 2 (PS3, X360) - Pac-Man Party (Wii) - Ridge Racer 3D (3DS) - Splatterhouse (PS3, 360) - Time Crisis: Razing Storm (PS3) Natsume - Harvest Moon DS: Grand Bazaar (DS) - Lufia II: Rise of the Sinistrals (DS) - Rune Factory 3: A Fantasy Harvest Moon (DS) Nintendo - Animal Crossing 3DS (3DS) - Donkey Kong Country Returns (Wii) - Dragon Quest IX : Les Sentinelles du Firmament (DS) - FlingSmash (Wii) - Golden Sun : Obscure aurore (DS) - Kid Icarus: Uprising (3DS) - Kirby : Au fil de l'aventure (Wii) - The Legend of Zelda: Ocarina of Time 3D (3DS) - The Legend of Zelda: Skyward Sword (Wii) - Mario Kart 7 (3DS) - Mario Sports Mix (Wii) - Mario vs. Donkey Kong : Pagaille à Mini-Land ! (DS) - Metroid: Other M (Wii) - Nintendogs + Cats (3DS) - Paper Mario: Sticker Star (3DS) - Pilotwings Resort (3DS) - Pokémon Ranger : Sillages de lumière (DS) - PokéPark Wii : La Grande Aventure de Pikachu (Wii) - Professeur Layton et le Masque des miracles (3DS) - Professeur Layton et l'Appel du Spectre (DS) - Professeur Layton et le Destin Perdu (DS) - Samurai Warriors 3 (Wii) - Star Fox 64 3D (3DS) - Steel Diver (3DS) - Wii Party (Wii) Prope - Ivy the Kiwi? (Wii, DS, Windows Phone) Sega - Conduit 2 (Wii) - Crazy Taxi (PS3, 360) - Phantasy Star Portable 2 (PSP) - Sonic Adventure (PS3, 360) - Sonic the Hedgehog 4: Episode 1 (PS3, 360, Wii, IP) - Sonic Colours (Wii, DS) - Sonic Generations (PS3, 360, 3DS) - Tournament of Legends (Wii) - Valkyria Chronicles II (PSP) - Vanquish (PS3, 360) - Yakuza 4 (PS3) 745 Studios - Power Gig: Rise of the SixString (PS3, 360) Square Enix - Chocobo Racing 3D (3DS) - Deus Ex: Human Revolution (PS3, PC, 360) - Dungeon Siege III (PS3, 360, PC) - Final Fantasy XIV (PS3, PC) - Final Fantasy: The 4 Heroes of Light (DS) - Front Mission Evolved (PS3, 360, PC) - Kane and Lynch 2: Dog Days (PC, PS3, 360) - Kingdom Hearts: Birth by Sleep (PSP) - Kingdom Hearts Re:coded (DS) - Kingdom Hearts 3D: Dream Drop Distance (3DS) - Lara Croft and the Guardian of Light (PS3, PC, 360) - The 3rd Birthday (PSP) | Sony - Dead Nation (PS3) - EyePet (PS3) - Free Realms (PS3) - God of War: Ghost of Sparta (PSP) - Gran Turismo 5 (PS3) - Everybody's Golf (PSP) - Heroes on the Move (PS3) - inFamous 2 (PS3) - Invizimals (PSP) - Killzone 3 (PS3) - Kung Fu Rider (PS3) - LittleBigPlanet 2 (PS3) - MotorStorm: Apocalypse (PS3) - Jeux PlayStation Move (PS3) - SOCOM: Special Forces (PS3) - Sorcery (PS3) - Sports Champions (PS3) - Start the Party (PS3) - TV Superstars (PS3) - The Agency (PS3) - The Fight: Lights Out (PS3) - The Last Guardian (PS3) - The Shoot (PS3) - The Sly Trilogy (PS3)[citation nécessaire] - Twisted Metal (PS3) SNK Playmore - The King of Fighters XIII (PS3, 360) THQ - Devil's Third (PS3, 360) - de Blob 2 (Wii, PS3, 360, DS, 3DS) - Homefront (PS3, PC, 360) - Red Faction: Armageddon (PS3,360,PC) - SmackDown vs. Raw 2011 (360, PS2, PS3, PSP, Wii) - Warhammer 40,000: Dark Millennium (PC) - Warhammer 40,000: Space Marine (PS3, 360) - WWE Online (PC) - WWE All Stars(360,PS2,PS3,PSP, Wii) Tecmo Koei - Dead or Alive 3D (3DS) - Samurai Warriors: Chronicles (3DS) - Trinity: Zill O'll Zero (PS3) - Quantum Theory (PS3, 360) - Warriors: Legends of Troy (PS3, 360) Ubisoft - Assassin's Creed: Brotherhood (PS3, PC, 360) - Battle Tag (NC) - Combat of Giants: Dinosaur Strike (3DS) - Driver: San Francisco (PS3, PC, X360, Wii, Mac OS X) - Hollywood 61 (3DS) - Just Dance 2 (Wii) - From Dust (PS3, PC, 360) - Scott Pilgrim contre le Monde : Le Jeu (PS3, 360) - Shaun White Skateboarding (PS3, PC, 360, Wii) - Rayman Origins (PSN, XBLA, Wiiware, iPad) - Tom Clancy's Ghost Recon: Future Soldier (PS3, PC, 360, Wii, DS, PSP) - Tom Clancy's H.A.W.X. 2 (PC, PS3, 360, Wii) - Tom Clancy's Splinter Cell: Chaos Theory (3DS) - Tom Clancy's Ghost Recon (3DS) Valve Corporation - Portal 2 (PC, Mac, 360, PS3) Warner Bros. Interactive - Batman : L'Alliance des héros (DS, Wii) - Batman: Arkham City (PS3, PC, 360) - FEAR 3 (PC, PS3, 360) - Game Party 4 (360) - Le Royaume de Ga'Hoole : La Légende des Gardiens (Wii, PS3, 360, DS) - Lego Harry Potter : Années 1 à 4 (DS, PS2,PC, PS3, PSP, Wii, 360) - Le Seigneur des anneaux : La Quête d'Aragorn (DS, PS2, PS3, PSP, Wii) - Le Seigneur des anneaux : La Guerre du Nord (PC, PS3, 360) - Mortal Kombat (PS3, 360) - Super Scribblenauts (DS) |